# SM UC-35
SM UC-35 – niemiecki podwodny stawiacz min z okresu I wojny światowej, jedna z 64 zbudowanych jednostek typu UC II. Zwodowany 6 maja 1916 roku w stoczni Blohm & Voss w Hamburgu, został wcielony do służby w Kaiserliche Marine 2 października 1916 roku. Przebazowany w 1917 roku na Morze Śródziemne, pływał w składzie Flotylli Pola. Nominalnie został włączony w skład Kaiserliche und Königliche Kriegsmarine pod nazwą U-75. W czasie służby operacyjnej okręt odbył 11 patroli i misji bojowych, w wyniku których zatonęło 47 statków o łącznej pojemności 70 114 BRT i okręt o wyporności 970 ton, pięć natomiast statków o łącznej pojemności 16 706 BRT zostało uszkodzonych. SM UC-35 został zatopiony 16 maja 1918 roku na zachód od Sardynii przez francuski trałowiec pomocniczy „Ailly”.

## Projekt i budowa
Skuteczność pierwszych niemieckich podwodnych stawiaczy min typu UC I, a także zauważone niedostatki tej konstrukcji, skłoniły dowództwo cesarskiej marynarki wojennej – z admirałem von Tirpitzem na czele – do działań mających na celu budowę nowego, znacznie większego i doskonalszego typu okrętu podwodnego. Opracowany latem 1915 roku projekt okrętu, oznaczonego później jako typ UC II, tworzony był równolegle z projektem przybrzeżnego torpedowego okrętu podwodnego typu UB II. Głównymi zmianami w stosunku do poprzedniej serii były: instalacja wyrzutni torpedowych i działa pokładowego, zwiększenie mocy i niezawodności siłowni oraz wzrost prędkości i zasięgu jednostki – kosztem rezygnacji z możliwości łatwego transportu kolejowego, ze względu na powiększone rozmiary.
SM UC-35 zamówiony został 20 listopada 1915 roku jako druga jednostka z II serii okrętów typu UC II (numer projektu 41, nadany przez Inspektorat U-Bootów), w ramach wojennego programu rozbudowy floty . Został zbudowany w stoczni Blohm & Voss w Hamburgu jako jeden z 24 okrętów typu UC II zamówionych w tej wytwórni. UC-35 otrzymał numer stoczniowy 276 (Werk 276)  . Stępkę okrętu położono w 1915 roku . Został zwodowany 6 maja 1916 roku. Koszt budowy okrętu wyniósł 1 mln 983 tys. marek.

## Dane taktyczno-techniczne

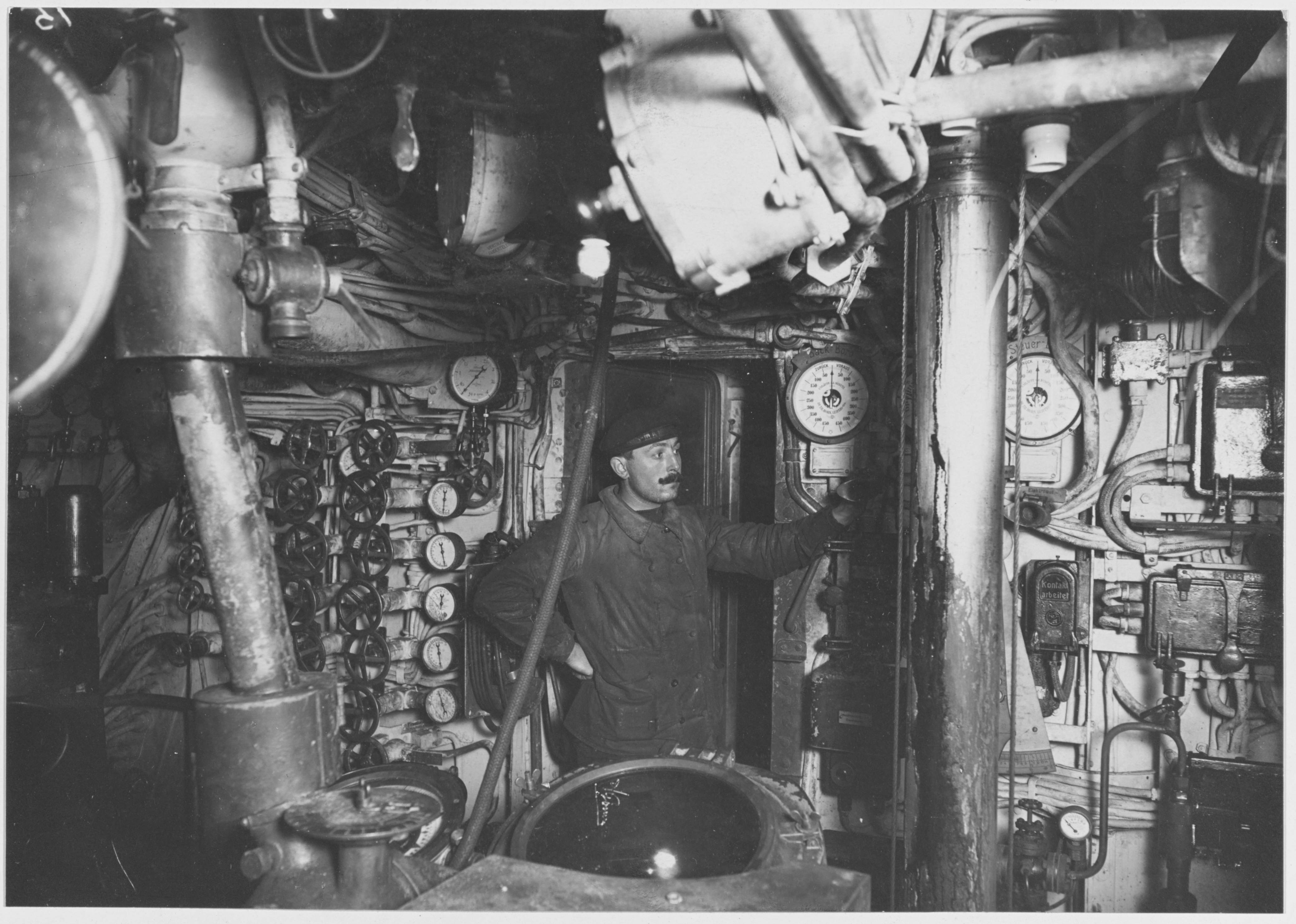
Wnętrze siostrzanego okrętu UC-58

SM UC-35 był średniej wielkości przybrzeżnym okrętem podwodnym o konstrukcji dwukadłubowej. Długość całkowita okrętu wynosiła 50,35 metra, szerokość 5,22 metra, a zanurzenie 3,65 metra. Wykonany ze stali kadłub sztywny miał 39,3 metra długości i 3,65 metra szerokości) . Wysokość (od stępki do szczytu kiosku) wynosiła 7,46 metra . Wyporność w położeniu nawodnym wynosiła 427 ton, a w zanurzeniu 509 ton. Jednostka miała wysoki, ostry dziób przystosowany do przecinania sieci zagrodowych; do jej wnętrza prowadziły trzy luki, zlokalizowane przed kioskiem, w kiosku i w części rufowej (ten ostatni był wejściem do maszynowni) . Cylindryczny kiosk miał średnicę 1,4 metra i wysokość 1,8 metra, obudowany był opływową osłoną .
Okręt napędzany był na powierzchni przez dwa 6-cylindrowe, czterosuwowe silniki Diesla MAN S6V23/34 o łącznej mocy 441 kW (600 KM), a pod wodą poruszał się dzięki dwóm silnikom elektrycznym BBC o łącznej mocy 340 kW (460 KM) . Dwa wały napędowe obracały dwie śruby wykonane z brązu manganowego (o średnicy 1,9 metra i skoku 0,9 metra) . Okręt zdolny był do osiągania prędkości 11,9 węzła na powierzchni i 6,8 węzła w zanurzeniu. Zasięg jednostki wynosił 10 100 Mm przy prędkości 7 węzłów w położeniu nawodnym oraz 54 Mm przy prędkości 4 węzłów pod wodą. Zbiorniki mieściły 55 ton paliwa , a energia elektryczna magazynowana była w dwóch bateriach akumulatorów 26 MAS po 62 ogniwa, zlokalizowanych pod przednim i tylnym pomieszczeniem mieszkalnym załogi. Okręt miał siedem zewnętrznych zbiorników balastowych . Dopuszczalna głębokość zanurzenia wynosiła 50 metrów , a czas zanurzenia 40 sekund.
Głównym uzbrojeniem okrętu było 18 min kotwicznych typu UC/200 w sześciu skośnych szybach minowych o średnicy 100 cm, usytuowanych w podwyższonej części dziobowej jeden za drugim w osi symetrii okrętu, pod kątem do tyłu (sposób stawiania – „pod siebie”). Układ ten powodował, że miny trzeba było stawiać na zaplanowanej przed rejsem głębokości, gdyż na morzu nie było do nich dostępu, co znacznie zmniejszało skuteczność okrętów tego typu. Okręt wyposażony był w dwie zewnętrzne wyrzutnie torpedowe kalibru 500 mm (umiejscowione powyżej linii wodnej na dziobie, po obu stronach szybów minowych) i jedną wewnętrzną wyrzutnię kalibru 500 mm na rufie. Łączny zapas siedmiu torped uzupełniony był umieszczonym przed kioskiem działem pokładowym kalibru 88 mm L/30, z zapasem amunicji wynoszącym 130 nabojów . Okręt wyposażony był w dwa peryskopy Zeissa: wachtowy i bojowy oraz radiostację z podnoszonym masztem o wysokości 10 metrów. Wyposażenie uzupełniała kotwica grzybkowa o masie 272 kg .
Załoga składała się z trzech oficerów oraz 23 podoficerów i marynarzy.

## Służba

### 1916 rok
SM UC-35 został wcielony do służby w Cesarskiej Marynarce Wojennej 4 października 1916 roku. Tego dnia dowództwo UC-35 objął kpt. mar. (niem. Kapitänleutnant) Ernst von Voigt, wcześniej dowodzący UB-8 . Po okresie szkolenia okręt otrzymał rozkaz udania się na Morze Śródziemne i w dniach 3–25 grudnia odbył rejs Kilonia – Cattaro, nie odnosząc po drodze żadnych sukcesów. Po przybyciu do Cattaro włączono go w skład Flotylli Pola (niem. U-Flottille Pola) . Okręt nominalnie wcielono do K.u.K. Kriegsmarine pod nazwą U-75, jednak załoga pozostała niemiecka .

### 1917 rok
Z dniem 1 lutego 1917 roku, rozkazem szefa sztabu admiralicji niemieckiej z 12 stycznia tego roku, U-Booty należące do czterech flotylli Hochseeflotte, Flotylli Flandria i Flotylli Pola rozpoczęły nieograniczoną wojnę podwodną. 
Pierwszą misję pod nową banderą U-Boot przeprowadził w dniach 18 lutego – 11 marca, kiedy to w rejonie Korsyki postawił zagrodę składającą się z 18 min. 22 lutego w odległości 35 Mm na północny zachód od Marettimo okręt zatrzymał i – po ewakuacji załogi – zatopił, za pomocą ładunków wybuchowych, zbudowaną w 1895 roku brytyjską drewnianą brygantynę „Nostra Signora Del Porto Salvo” o pojemności 136 BRT, przewożącą wino z Alicante na Maltę  . 28 lutego w odległości 35 Mm na północ od wyspy Linosa U-Boot zatrzymał i zatopił dwa włoskie żaglowce: „Elisabetta Concettina” (45 BRT) i „Giustina Madre” (35 BRT) . Tego dnia na postawioną przez UC-35 w Cieśninie Świętego Bonifacego minę wszedł francuski stawiacz min „Cassini” o wyporności 970 ton, który zatonął wraz z 88 członkami załogi na pozycji 41°19′N 9°19′E/41,316667 9,316667 .
3 marca na pozycji 34°54′N 15°00′E/34,900000 15,000000 okręt storpedował bez ostrzeżenia uzbrojony brytyjski parowiec „River Forth” o pojemności 4421 BRT, transportujący węgiel i drobnicę z Barry do Aleksandrii (zginęło na nim dwóch załogantów)  . 4 kwietnia na północ od Korsyki (na pozycji 42°54′N 7°38′E/42,900000 7,633333) UC-35 storpedował bez ostrzeżenia duży brytyjski uzbrojony statek pasażerski „City of Paris” (9191 BRT), płynący z pasażerami i ładunkiem drobnicy z Karaczi do Liverpoolu, na którym śmierć poniosły 122 osoby .
9 maja u wybrzeży Sycylii U-Boot zatrzymał i zatopił cztery włoskie jednostki: łodzie rybackie „Dio Ti Guardi” (11 BRT), „L’oriente” (11 BRT) i „San Pietro” (11 BRT) oraz żaglowiec „Peppino Aiello” (111 BRT) . Nazajutrz nieopodal Marettimo ten sam los spotkał zbudowany w 1896 roku włoski drewniany szkuner „Leone Decimo Terzo” o pojemności 78 BRT, przewożący fosforany z Afryki Północnej do Włoch (na pozycji 38°31′N 11°36′E/38,516667 11,600000) . 11 maja ofiarą wojennej działalności UC-35 na Morzu Tyrreńskim zostało pięć kolejnych alianckich żaglowców: brytyjski „Limassol” (100 BRT) oraz włoskie: „Luisa Madre” (85 BRT), „Carolina” (87 BRT), „Rosalia Madre” (95 BRT) i „Sant’ Antonio” (40 BRT) . 16 maja w odległości 3 Mm od Albengi okręt zatopił zbudowany w 1880 roku amerykański parowiec „Hilonian” o pojemności 2921 BRT, przewożący ładunek drobnicy na trasie Nowy Jork – Genua (w wyniku ataku śmierć poniosło czterech marynarzy) . 23 maja na wschód od Korsyki (na pozycji 42°00′N 9°59′E/42,000000 9,983333) załoga U-Boota zatrzymała i zatopiła zbudowany w 1905 roku grecki żaglowiec „Pipitsa” (224 BRT) . Następnego dnia w odległości 30 Mm na południowy wschód od Przylądka Carbonara ten sam los spotkał zbudowany w 1900 roku brytyjski drewniany trójmasztowy szkuner „McClure” o pojemności 220 BRT, przewożący dorsze z St. John’s do Neapolu (na pozycji 38°59′N 10°15′E/38,983333 10,250000, bez strat w załodze)  . 25 i 26 maja na południe od Sardynii UC-35 zatrzymał i zatopił dwa włoskie żaglowce: zbudowany w 1874 roku „Nicolino” o pojemności 121 BRT (na pozycji 38°20′N 9°24′E/38,333333 9,400000)  oraz pochodzący z 1892 roku „Risorgimento” (222 BRT, na pozycji 38°13′N 9°46′E/38,216667 9,766667) .
3 czerwca na minę postawioną przez U-Boota w Zatoce Genueńskiej wszedł zbudowany w 1917 roku brytyjski zbiornikowiec „Dockleaf” (5311 BRT), transportujący ropę naftową na trasie Port Arthur – La Spezia. Statek został uszkodzony na pozycji 44°20′N 8°45′E/44,333333 8,750000; nikt z załogi nie ucierpiał . 10 czerwca w odległości 20 Mm na zachód od wyspy Sapienca (na pozycji 36°49′N 21°23′E/36,816667 21,383333) okręt zatopił zbudowany w 1899 roku francuski parowiec „Annam” (6075 BRT) . 14 czerwca 1917 roku nowym dowódcą UC-35 został por. mar. Hans Paul Korsch . 25 czerwca na postawionej przez UC-35 minie, w odległości 1,5 Mm od Genui, zatonął zbudowany w 1898 roku brytyjski parowiec „Anatolia” o pojemności 3847 BRT, przewożący drobnicę z Liverpoolu do Genui (obyło się bez strat w ludziach)  .
9 sierpnia na południowy zachód od Sycylii załoga okrętu zatopiła dwa niewielkie włoskie żaglowce: „Alfonso” (15 BRT) i „S. Gerlano” (11 BRT) . 14 sierpnia nieopodal wyspy Gallinara U-Boot w ataku torpedowym zatopił zbudowany w 1878 roku włoski krążownik pomocniczy „Umberto I” (2766 BRT), który zatonął na pozycji 44°04′N 8°15′E/44,066667 8,250000, tracąc 26 członków załogi . 17 sierpnia nieopodal San Remo UC-35 zatrzymał i zatopił z działa pokładowego zbudowaną w 1905 roku włoską drewnianą brygantynę „Lorenzina Aiello” o pojemności 120 BRT (na pozycji 43°43′N 7°43′E/43,716667 7,716667) . W tym samym dniu na minie postawionej przez okręt podwodny nieopodal Livorno, uszkodzeń doznał zbudowany w 1901 roku włoski parowiec „San Rossore” (5601 BRT), płynący z Karaczi . 26 sierpnia na wschód od Sycylii UC-35 zatrzymał i zatopił ogniem artyleryjskim zbudowany w 1913 roku włoski drewniany szkuner „Maria Del Carmine” o pojemności 108 BRT (na pozycji 36°53′N 15°17′E/36,883333 15,283333) .
3 października U-Boot zatrzymał i zatopił dwa włoskie żaglowce: zbudowaną w 1892 roku włoską drewnianą brygantynę „Elisa” o pojemności 178 BRT (na północny wschód od Sardynii, na pozycji 41°07′N 9°47′E/41,116667 9,783333)  i pochodzący z 1893 roku kuter „Giuseppe Ferrante” o pojemności 51 BRT (na wschód od Korsyki, na pozycji 41°47′N 10°24′E/41,783333 10,400000) . 11 października w pobliżu Savony (na pozycji 44°14′N 8°30′E/44,233333 8,500000) okręt zatopił trzy alianckie parowce: zbudowany w 1901 roku uzbrojony brytyjski „Cayo Bonito” o pojemności 3427 BRT, przewożący paliwo ze Swansea do Livorno, storpedowany bez ostrzeżenia (w wyniku ataku śmierć poniosło sześć osób)  ; pochodzący z 1909 roku włoski „Italia” (3456 BRT), płynący z Pensacoli do Livorno  oraz zbudowany w 1916 roku włoski „Lovli” o pojemności 7212 BRT, płynący z Filadelfii do Genui . Dwa dni później na północ od Sardynii U-Boot uszkodził zbudowany w 1912 roku włoski statek pasażerski „Tripoli” o pojemności 1743 BRT (na pozycji 41°02′N 9°44′E/41,033333 9,733333) .
12 listopada, na minie postawionej przez UC-35 nieopodal Livorno, zatonął (bez strat w załodze) zbudowany w 1890 roku włoski parowiec „Anteo” (2774 BRT), płynący z ładunkiem węgla z Cardiff do Livorno . 22 listopada okręt storpedował bez ostrzeżenia zbudowany w 1908 roku uzbrojony brytyjski parowiec „Kohistan” (4732 BRT), płynący w konwoju HE-1 z Rangunu do Londynu z ładunkiem drobnicy (na pozycji 37°48′N 11°38′E/37,800000 11,633333, nikt nie zginął)  . Nazajutrz, na wschód od Sardynii UC-35, zatopił zbudowaną w 1902 roku włoską drewnianą brygantynę „Luigina” (278 BRT), płynącą z Aquin do Marsylii (na pozycji 39°57′N 9°58′E/39,950000 9,966667, nie odnaleziono nikogo z załogi) . 26 listopada nieopodal Varazze na minie postawionej przez U-Boota zatonął, ze stratą sześciu załogantów, pochodzący z 1906 roku włoski parowiec „Pontida” (5834 BRT), płynący na trasie Norfolk – La Spezia . Następnego dnia w pobliżu Oneglii okręt storpedował zbudowany w 1911 roku brytyjski parowiec „Thornhill” o pojemności 3848 BRT, transportujący węgiel z Blyth do Genui (na pozycji 43°53′N 8°02′E/43,883333 8,033333). Statek został uszkodzony, a w wyniku ataku śmierć poniosła jedna osoba . 28 listopada na minie, postawionej przez U-Boota w Zatoce Genueńskiej, ciężkich uszkodzeń doznał zbudowany w 1917 roku amerykański zbiornikowiec „Albert Watts” (3302 BRT). Statek został odholowany do portu w Genui, gdzie stwierdzono jego całkowite zniszczenie (w wyniku wybuchu na pokładzie zginął jeden marynarz) . 4 grudnia w Zatoce Genueńskiej UC-35 zatrzymał i zatopił (z działa pokładowego) zbudowaną w 1912 roku włoską drewnianą brygantynę „Alberto Verderame” o pojemności 195 BRT (na pozycji 39°57′N 9°48′E/39,950000 9,800000) .

### 1918 rok
Na początku 1918 roku niemieckie siły podwodne na Morzu Śródziemnym przeszły reorganizację, w wyniku której Flotylla Pola została podzielona na dwie części: I Flotylla w Poli (I. U-Flottille Mittelmeer) i II Flotylla w Cattaro (II. U-Flottille Mittelmeer), a UC-35 znalazł się w składzie tej drugiej . 31 marca, nieopodal Bari Sardo, okręt zatopił włoski żaglowiec „Immacolata” (35 BRT) . 4 kwietnia, w odległości 65 Mm na południowy wschód od Îles d'Hyères, ten sam los spotkał zbudowany w 1887 roku francuski parowiec „Liberia” o pojemności 1942 BRT, płynący z Afryki Zachodniej do Marsylii (na pozycji 42°04′N 7°02′E/42,066667 7,033333, nikt nie zginął) . Nazajutrz, na zachód od Sardynii, UC-35 zatrzymał i zatopił z działa pokładowego zbudowany w 1870 roku włoski drewniany bark „Camelia” o pojemności 396 BRT (na pozycji 40°38′N 8°06′E/40,633333 8,100000) .
28 kwietnia U-Boot wyszedł z Cattaro na kolejny wojenny patrol, a następnie postawił zagrody minowe na podejściach do Cannes i Villefranche-sur-Mer. 3 maja, w odległości 8 Mm na wschód od Monte Santo, UC-35 zatrzymał i zatopił ogniem artyleryjskim zbudowaną w 1882 roku włoską drewnianą brygantynę „Il Francesco” o pojemności 116 BRT (na pozycji 40°10′N 9°50′E/40,166667 9,833333) . Dwa dni później ofiarami wojennej działalności okrętu zostały kolejne dwa włoskie żaglowce: zbudowany w 1889 roku „Carrione” (65 BRT), zatopiony z działa pokładowego w odległości 5 Mm na południowy zachód od latarni morskiej Capo Mele (na pozycji 43°52′N 8°30′E/43,866667 8,500000)  oraz pochodząca z 1890 roku włoska drewniana brygantyna „Il Secondo” (203 BRT), uszkodzona ogniem artyleryjskim na południe od Savony (na pozycji 44°12′N 8°25′E/44,200000 8,416667) . 9 maja u wybrzeży Varu U-Boot zatopił zbudowany w 1886 roku włoski parowiec „Deipara” (2282 BRT), płynący z Marsylii do Genui (w wyniku ataku zginęło ośmiu członków załogi) . Trzy dni później, na tych samych wodach, okręt storpedował i zatopił dwa alianckie parowce: zbudowany w 1907 roku francuski „Pax” o pojemności 798 BRT, płynący na trasie Marsylia – Pireus (na pozycji 43°08′N 6°42′E/43,133333 6,700000, na pokładzie śmierć poniosło 15 marynarzy)  i pochodzący z 1882 roku włoski „Togo” o pojemności 1484 BRT (na pozycji 43°10′N 6°36′E/43,166667 6,600000, zginęła jedna osoba) . 15 maja w pobliżu Hyères U-Boot zatopił zbudowany w 1903 roku hiszpański parowiec „Villa De Soller” o pojemności 450 BRT, płynący z ładunkiem konopi z Genui do Barcelony (nikt nie zginął) .
16 maja na zachód od Sardynii UC-35 został zatopiony ogniem artylerii francuskiego pomocniczego trałowca (patrolowca) „Ailly”, na pozycji 39°48′N 7°42′E/39,800000 7,700000 . Z przebywających na pokładzie 30 osób śmierć poniosło 25 załogantów wraz z dowódcą, a pięciu marynarzy zostało uratowanych .

### Podsumowanie działalności bojowej
SM UC-35 przeprowadził łącznie 11 patroli i misji bojowych, podczas których za pomocą min, torped, artylerii i ładunków wybuchowych zatopił 47 statków o łącznej pojemności 70 014 BRT i stawiacz min o wyporności 970 ton, a pięć statków o łącznej pojemności 16 706 BRT zostało uszkodzonych . Na pokładach zatopionych i uszkodzonych jednostek zginęło co najmniej 280 osób, w tym 122 na brytyjskim statku pasażerskim „City of Paris”  . Pełne zestawienie strat przedstawia poniższa tabela :
| Data                 | Nazwa                            | Państwo           | Tonaż       | Los jednostki |
| -------------------- | -------------------------------- | ----------------- | ----------- | ------------- |
| 22 lutego 1917       | „Nostra Signora Del Porto Salvo” | Wielka Brytania   | 136         | zatopiony     |
| 28 lutego 1917       | „Cassini”                        | Marine nationale  | 970         | zatopiony     |
| 28 lutego 1917       | „Elisabetta Concettina”          | Włochy            | 45          | zatopiony     |
| 28 lutego 1917       | „Giustina Madre”                 | Włochy            | 35          | zatopiony     |
| 3 marca 1917         | „River Forth”                    | Wielka Brytania   | 4421        | zatopiony     |
| 4 kwietnia 1917      | „City of Paris”                  | Wielka Brytania   | 9191        | zatopiony     |
| 9 maja 1917          | „Dio Ti Guardi”                  | Włochy            | 11          | zatopiony     |
| 9 maja 1917          | „L’oriente”                      | Włochy            | 11          | zatopiony     |
| 9 maja 1917          | „Peppino Aiello”                 | Włochy            | 113         | zatopiony     |
| 9 maja 1917          | „San Pietro”                     | Włochy            | 11          | zatopiony     |
| 10 maja 1917         | „Leone Decimo Terzo”             | Włochy            | 78          | zatopiony     |
| 11 maja 1917         | „Limassol”                       | Wielka Brytania   | 100         | zatopiony     |
| 11 maja 1917         | „Luisa Madre”                    | Włochy            | 87          | zatopiony     |
| 11 maja 1917         | „Carolina”                       | Włochy            | 87          | zatopiony     |
| 11 maja 1917         | „Rosalia Madre”                  | Włochy            | 95          | zatopiony     |
| 11 maja 1917         | „Sant’ Antonio”                  | Włochy            | 40          | zatopiony     |
| 16 maja 1917         | „Hilonian”                       | Stany Zjednoczone | 2921        | zatopiony     |
| 23 maja 1917         | „Pipitsa”                        | Królestwo Grecji  | 224         | zatopiony     |
| 24 maja 1917         | „McClure”                        | Wielka Brytania   | 220         | zatopiony     |
| 25 maja 1917         | „Nicolino”                       | Włochy            | 120         | zatopiony     |
| 26 maja 1917         | „Risorgimento”                   | Włochy            | 222         | zatopiony     |
| 3 czerwca 1917       | „Dockleaf”                       | Wielka Brytania   | 5311        | uszkodzony    |
| 10 czerwca 1917      | „Annam”                          | Francja           | 6075        | zatopiony     |
| 25 czerwca 1917      | „Anatolia”                       | Wielka Brytania   | 3847        | zatopiony     |
| 9 sierpnia 1917      | „Alfonso”                        | Włochy            | 15          | zatopiony     |
| 9 sierpnia 1917      | „S. Gerlano”                     | Włochy            | 11          | zatopiony     |
| 14 sierpnia 1917     | „Umberto I”                      | Włochy            | 2766        | zatopiony     |
| 17 sierpnia 1917     | „Lorenzina Aiello”               | Włochy            | 120         | zatopiony     |
| 17 sierpnia 1917     | „San Rossore”                    | Włochy            | 5601        | uszkodzony    |
| 26 sierpnia 1917     | „Maria Del Carmine”              | Włochy            | 108         | zatopiony     |
| 3 października 1917  | „Elisa”                          | Włochy            | 178         | zatopiony     |
| 3 października 1917  | „Giuseppe Ferrante”              | Włochy            | 51          | zatopiony     |
| 11 października 1917 | „Cayo Bonito”                    | Wielka Brytania   | 3427        | zatopiony     |
| 11 października 1917 | „Italia”                         | Włochy            | 3456        | zatopiony     |
| 11 października 1917 | „Lovli”                          | Włochy            | 7212        | zatopiony     |
| 13 października 1917 | „Tripoli”                        | Włochy            | 1743        | uszkodzony    |
| 12 listopada 1917    | „Anteo”                          | Włochy            | 2774        | zatopiony     |
| 22 listopada 1917    | „Kohistan”                       | Wielka Brytania   | 4732        | zatopiony     |
| 23 listopada 1917    | „Luigina”                        | Włochy            | 308         | zatopiony     |
| 26 listopada 1917    | „Pontida”                        | Włochy            | 5834        | zatopiony     |
| 27 listopada 1917    | „Thornhill”                      | Wielka Brytania   | 3848        | uszkodzony    |
| 28 listopada 1917    | „Albert Watts”                   | Stany Zjednoczone | 3302        | zatopiony     |
| 4 grudnia 1917       | „Alberto Verderame”              | Włochy            | 195         | zatopiony     |
| 31 marca 1918        | „Immacolata”                     | Włochy            | 35          | zatopiony     |
| 4 kwietnia 1918      | „Liberia”                        | Francja           | 1942        | zatopiony     |
| 5 kwietnia 1918      | „Camelia”                        | Włochy            | 396         | zatopiony     |
| 3 maja 1918          | „Il Francesco”                   | Włochy            | 116         | zatopiony     |
| 5 maja 1918          | „Carrione”                       | Włochy            | 65          | zatopiony     |
| 5 maja 1918          | „Il Secondo”                     | Włochy            | 203         | uszkodzony    |
| 9 maja 1918          | „Deipara”                        | Włochy            | 2282        | zatopiony     |
| 12 maja 1918         | „Pax”                            | Francja           | 798         | zatopiony     |
| 12 maja 1918         | „Togo”                           | Włochy            | 1484        | zatopiony     |
| 15 maja 1918         | „Villa De Soller”                | Hiszpania         | 450         | zatopiony     |
| RAZEM                | RAZEM                            | zatopione:        | zatopione:  | 48            |
| RAZEM                | RAZEM                            | uszkodzone:       | uszkodzone: | 5             |